# Ester Isakson
Ester Mathilda Isakson född 20 maj 1879 i Stockholm, död 11 april 1956 i Stockholm, var en svensk målare.
Hon var dotter till kassaskåpssmeden Karl Fredrik Isaksson och Mathilda Christina Andersson och syster till Karl Isakson. Hon studerade först vid Althins målarskola innan hon sökte sig till Konstakademien 1904-1910 därefter studerade hon konst under en studieresa till Paris. Hon medverkade i utställningar med Sveriges allmänna konstförening och separat ställde hon ut på Samlaren i Stockholm. Hennes konst består av figurkompositioner med religiösa motiv, porträtt samt studier av barn. Isakson är representerad vid bland annat Bornholms Kunstmuseum.